# Пролеће (часопис)
Пролеће је био месечни илустровани лист, који је излазио током 1909. и 1910. године. Излазио је у првој половини месеца и годишња претплата му је била 6 динара, односно круна, а цена појединачног броја била је 50 пара. Занимљиво је било то да је своју годину излажења почињао у октобру. Пролеће су штампале Штампарија Србија и Штампарија Саве Раденковића и Брата, а уредник је био др Каменко Суботић. 
Читалац који би послао цео износ претплате унапред, добијао би две књиге на поклон и то приповетку Неприлика писца Јанка Веселиновића и приповетку Кројцерова соната Лава Толстоја. Скупљачи претплате за овај часопис добијали су 20% попуста, или сваки пети примерак бесплатно.